# 卡諾埃 (阿拉巴馬州)
卡諾埃（英語：Canoe）是一個位於美國阿拉巴馬州艾斯康比亞縣的非建制地區。該地的面積和人口皆未知。

## 地理
卡諾埃的座標為31°01′35″N 87°24′43″W / 31.02638°N 87.41194°W，而該地最高點為海拔高度86米（即282英尺）。